# Sörényes szarvas
A sörényes szarvas (Rusa timorensis, korábban Cervus timorensis) az emlősök (Mammalia) osztályának párosujjú patások (Artiodactyla) rendjébe, ezen belül a szarvasfélék (Cervidae) családjába és a szarvasformák (Cervinae) alcsaládjába tartozó faj.
Korábban ezt a szarvasfajt a Cervus nembe helyezték, a Rusa alnem tagjaként, de manapság az alnemet nem rangra emelték.

## Előfordulása
Indonéziában honos. Ausztráliában, Mauritiuson, Új-Kaledóniában, Új-Zélandon, Pápua Új-Guineában, Réunionon és Kelet-Timoron betelepítették.

## Alfajai
- Rusa timorensis djonga Van Bemmel, 1949
- Rusa timorensis floresiensis Heude, 1896
- Rusa timorensis macassaricus Heude, 1896
- Rusa timorensis moluccensis Quoy & Gaimard, 1830
- Rusa timorensis renschi Sody, 1932
- Rusa timorensis russa Müller & Schlegel, 1845
- Rusa timorensis timorensis de Blainville, 1822

## Megjelenése
A bika 110–120 cm marmagassággal és 110–135 kg-mal, míg a tehén "csupán" 100–110 cm-rel és 85–95 kg-mal rendelkezik.A csuhája általában véve nem egyszínű.Torka-és hasa-alján fehéres, újszülött borjai viszont egyszínűek.
Agancsa 6 ágú.Az agancsának szára a befejező villa hátulsó (belső) ágában leli folytatását.Ez a villaág mindig sokkal hosszabb, mintegy kétszerese az elülső (külső) villaágnak.Szemága rövid, hirtelen felfelé törő.A legkülönb sörényes szarvas agancs szára 93,5 cm hosszú és 13 cm körméretű.
Bőgése rövid, tompán hangzó, meglehetősen halk bégetések sorozata.